# Hotis
Els hotis, jodï o joti són un poble amerindi que viu en la Sierra de Maigualida (150 a 1000 msnm), en la Amazònia veneçolana. Coneguts també com chicano, shicana, yuana, yuwana i waru-waru. S'autodenominen, hodï o hotï, que significa "persones", "gent" o "poble" en contraposició amb altres grups. El cens indígena de Veneçuela de 1993 va registrar a 643 hoti, distribuïts en 25 comunitats; el cens de 2001 767; en 2011 van ser censats 982 i la seva població està en creixement.

## Territori
El seu territori actual es troba en el suroccidente de l'estat Bolívar, riu Kaima, tributari del Cuchivero, municipi Cedeño, parròquia Ascensión Farreras, on hi ha 11 comunitats hoti; i al nord del Estat Amazones, municipi Atures, on hi ha 14 comunitats en la zona de la canella Iguana, tributari del Asita, a l'occident de la Regió muntanyenca de Uasadi, i al riu Parucito.
Es va tenir constància d'ells en 1913, de manera indirecta, a través del relat que uns indis yekuanes van fer a un missioner catòlic sobre l'existència d'un grup d'indígenes "salvatges" que vivien al territori delimitat per les conques del Caura, l'Erebato i el Ventuari.
A l'agost de 2012 va ser lliurat un títol de propietat a les comunitats Hoti de Caño Iguana, Alto Ventuari, Estat Amazones, ompost per una superfície de 223.028 hectàrees, el 58,2% de l'àrea autodemarcada i sol·licitada pels hoti.

## Estil de vida
Son caçadors, recol·lectors i horticultors itinerants, que segueixen patrons nomádicos estacionals. No obstant això, dos grups han estat sedentarizados per missioners, un en la canella Iguana, en la missió evangèlica i un altre a San José de Kayamá, en la missió catòlica.
L'activitat més comuna entre els Hoti és la recol·lecció i dispersió de fruites silvestres, en la qual participen activament persones de totes les edats. També recol·lecten mel. Es preocupen per fer proliferar les larves d'escarabats de les palmes (Rhynchophorus spp.), que utilitzen per a la seva alimentació.
Cacen amb sarbatana i llança la danta, pecarí, rosegadors (Agouti paca, Dasyprocta spp.), monos, venados (Mazama spp.), pavas (Aburria pipile, Penelope jacquaçu), paujil (Crax alector) i guacamaia (Ara chloroptera).
Acampen en paravientos, coberts amb fulles de platanillo (Phenakospermum guyanense). Disposen de curés per a caçar. Són molt bons artesans: fan olles de fang, teixeixen guayucos i chinchorros; fan treballs en fusta, fibra i escorça d'arbre, guadua, pell, llavors i petxines.
Els horts dels hoti tenen almenys cinc cultius principals: plàtans, blat de moro, iuca, nyam i moniato, a més d'ocumo, papaia, canya de sucre i pinya curagua. En total conreen 67 espècies de plantes, de les quals 36 s'utilitzen per a aliments, 20 per a fins màgics o medicinals i 11 per a fabricar artefactes. A més d'obrir horts en la selva, usen clars naturals en el dosser del bosc com a zones de cultiu i planten llavors a la vora dels viaranys. La seva pràctica hortícola està ben integrada amb el seu estil de vida nòmada.

## Llengua
Parlen el seu propi idioma. Encara no s'ha establert en forma concloent una classificació del Hoti. Una proposta ho classifica juntament amb el piaroa i altres llengües Saliba com a part d'una macrofamília Jodi–Saliba. segons Henley, Mattéi-Müller i Reid, el hoti ha de classificar-se amb les llengües makú, encara que pel llarg veïnatge, registri freqüents intercanvis de paraules amb la llengua piaroa.